# 나마즈타역
나마즈타역(일본어: 鯰田駅 なまずたえき[*])은 일본 후쿠오카현 이즈카시에 위치한 규슈 여객철도 지쿠호 본선(후쿠호쿠유타카 선)의 철도역이다. 단선 승강장 2면 2선의 구조를 갖춘 지상역이다.

## 이용 현황
| 승차 인원 추이 | 승차 인원 추이 |
| 연도           | 1일 평균       |
| -------------- | -------------- |
| 2007           | 373            |
| 2008           | 367            |
| 2009           | 359            |
| 2010           | 370            |
| 2011           | 385            |
| 2012           | 397            |
| 2013           | 403            |

## 역 주변
- 이즈카 시청 나마즈타 출장소

## 역사
- 1893년 7월 3일 : 지쿠호 흥업 철도가 개설.
- 1897년 10월 1일 : 지쿠호 흥업 철도를 규슈 철도(초대)가 매수.
- 1907년 7월 1일 : 규슈 철도(초대)가 국유화되어, 제국 철도청으로 소관.
- 1987년 4월 1일 : 일본국유철도 분할 민영화에 의해, 규슈 여객철도가 승계.
- 2009년 3월 1일 : IC카드 SUGOCA의 사용 개시.
- 2013년 2월 25일 : 신역사에서 영업 개시.
- 2015년 3월 14일 : 무인화.

## 인접 역
| 지쿠호 본선        | 지쿠호 본선         | 지쿠호 본선        |
| ------------------ | ------------------- | ------------------ |
| 고타케 오리오 방면 | ■ 후쿠호쿠유타카 선 | 우라타 하카타 방면 |